# 波哥大 (新澤西州)
波哥大（英語：Bogota）是位於美國新澤西州伯根縣的自治市鎮。

## 人口
根據2020年美國人口普查的數據，波哥大的面積為2.06平方千米，當中陸地面積為1.95平方千米，而水域面積為0.11平方千米。當地共有人口8778人，而人口密度為每平方千米4,261人。